# Pratia
Pratia es un género de plantas  perteneciente a la familia Campanulaceae. Contiene 65 especies descritas.

## Taxonomía
El género fue descrito por Charles Gaudichaud-Beaupré y publicado en Annales des Sciences Naturelles (Paris) 5: 103. 1825. La especie tipo es: Pratia repens Gaudich. 

## Especies seleccionadas
- Pratia angulata  (G.Forst.) Hook.f.  , nativo de Nueva Zelanda
- Pratia concolor (R.Br.) Druce (Poison Pratia), nativo de Australia - Nueva Gales del Sur, Queensland, South Australia y Victoria
- Pratia darlingensis E.Wimm., nativo de Australia
- Pratia irrigua (R.Br.) Benth., nativo de Australia
- Pratia macrodon Hook.f., nativo de South Island of New Zealand
- Pratia montana (Reinw. ex Blume) Hassk., nativo de Asia
- Pratia nummularia (Lam.) A.Braun & Asch., nativo de Asia
- Pratia pedunculata (R.Br.) Benth. nativo de Australia - Nueva Gales del Sur, South Australia, Tasmania y Victoria
- Pratia platycalyx (F.Muell.) Benth., nativo de Australia
- Pratia podenzanae S.Moore , nativo de Australia
- Pratia puberula Benth., nativo de Australia
- Pratia purpurascens (R.Br.) E.Wimm., nativo de Australia
- Pratia surrepens Hook.f., nativo de Australia[4][5]